# Radusza
Radusza – struga, prawy dopływ Perznicy o długości 19,3 km i powierzchni zlewni 36,18 km².
Struga płynie na Pojezierzu Drawskim, w województwie zachodniopomorskim. Jej źródła znajdują się przy zachodniej stronie drogi wojewódzkiej nr 171, nieopodal wsi Czechy, której obszar okrąża od północy i płynie w kierunku południowo-zachodnim. Uchodzi do Perznicy ok. 2 km na południe od wsi Sucha.
Nazwę Radusza wprowadzono urzędowo w 1948 roku, zastępując poprzednią niemiecką nazwę Radesch Fluß.